# Ablation Valley e Alture di Ganimede
Ablation Valley e Alture di Ganimede è un'area montagnosa di circa 110 km2, situata sul versante orientale dell'Isola Alessandro I, al largo della costa della Terra di Palmer, nella Penisola Antartica. L'area è stata classificata come Area Specialmente Protetta dell'Antartide (ASPA) per la sua importanza dal punto di vista geologico, geomorfologico, glaciologico, limnologico, ed ecologico e per proteggere i suoi ecosistemi terrestri e di acqua dolce dalle visite e dalle attività umane incontrollate.

## Storia
Ablation Valley fu cartografata per la prima volta nel 1935, sulla base di fotografie aeree effettuate da Lincoln Ellsworth. Nel 1936 l'area fu esplorata dalla British Graham Land Expedition (BGLE), e le fu dato il nome di "Ablation" (ablazione), termine che in glaciologia è utilizzato per definire la rimozione del ghiaccio da una superficie, provocata dall'irraggiamento solare. Le alture di Ganimede furono cartografate dal Directorate of Overseas Surveys britannico, sulla base di immagini satellitari fornite dalla NASA in cooperazione con l'US Geological Survey. La denominazione scelta dal Comitato britannico per i toponimi antartici fa riferimento a Ganimede, uno dei satelliti del pianeta Giove.

## Territorio
L'area protetta, che misura circa 18 km da nord a sud, e circa 10 km da est a ovest, è delimitata a ovest e a sud dal ghiacciaio Giove, ad est dalla Piattaforma di ghiaccio Giorgio VI, a nord dal ghiacciaio Grotto.
Ablation Valley è un valle libera dai ghiacci, lunga circa 3 km, situata subito a nord delle Alture di Ganimede. Queste ultime sono costituite da creste arrotondate con estesi affioramenti rocciosi che raggiungono i 600 m di altezza, separando Ablation Valley dal ghiacciaio Giove.
Il sito comprende una delle più ampie aree di ablazione esistenti in Antartide, con un assetto geologico complesso. I tipi principali di rocce sono conglomerati, arenarie arcose e argilliti con subordinati conglomerati a matrice argillosa e brecce sedimentarie. La parte basale della successione, che affiora nei fondovalle e alla base di diverse falesie, è costituita da uno spettacolare complesso di brecce caotiche di origine vulcanica che comprende blocchi di lava e accumuli piroclastici. Quest'area ha un ampio spettro di caratteri geomorfologici, che comprende spiagge fossili (cioè portate sopra il livello del mare da una regressione marina di origine eustatica o tettonica), sistemi morenici e suoli poligonali.

## Flora
La presenza di diversi specchi di acqua dolce alimenta una flora molto diversificata per queste latitudini, che da vita comunità ristrette a oasi alimentate dall'acqua proveniente dallo scioglimento dei ghiacciai, dominate da muschi (oltre 20 specie) ed epatiche (oltre 35 spp.), nonché diverse specie di alghe, cianobatteri e licheni.
Tra le specie meritevoli di menzione vi sono il muschio Drepanocladus polygamus, che qui mostra un notevole adattamento alla vita acquatica, sviluppandosi in rigogliose colonie anche a profondità di 9 m, e il lichene Usnea sphacelata, che domina le comunità di licheni presenti su creste e ammassi rocciosi esposti; altre specie presenti sono l'epatica Cephaloziella varians e i muschi Bryoerythrophyllum recurvirostrum, Distichium capillaceum e Schistidium antarctici.

## Fauna
Ablation Valley ospita una ricca fauna di microartropodi tra cui il collembolo Friesea topo (Neanuridae), considerato un endemismo dell'Isola Alessandro I, e l'acaro predatore Rhagidia gerlachei (Rhagidiidae).

## Conservazione
L'area comprende la più vasta area di ablazione della Penisola Antartica ed è classificata dal Trattato Antartico come Area Specialmente Protetta dell'Antartide (codice ASPA 147).